# Lilian Gonçalves-Ho Kang You
 (mars 2022).
La mise en forme du texte ne suit pas les recommandations de Wikipédia : il faut le « wikifier ».
Les points d'amélioration suivants sont les cas les plus fréquents. Le détail des points à revoir est peut-être précisé sur la page de discussion.
- Les titres sont pré-formatés par le logiciel. Ils ne sont ni en capitales, ni en gras.
- Le texte ne doit pas être écrit en capitales (les noms de famille non plus), ni en gras, ni en italique, ni en « petit »…
- Le gras n'est utilisé que pour surligner le titre de l'article dans l'introduction, une seule fois.
- L'italique est rarement utilisé : mots en langue étrangère, titres d'œuvres, noms de bateaux, etc.
- Les citations ne sont pas en italique mais en corps de texte normal. Elles sont entourées par des guillemets français : « et ».
- Les listes à puces sont à éviter, des paragraphes rédigés étant largement préférés. Les tableaux sont à réserver à la présentation de données structurées (résultats, etc.).
- Les appels de note de bas de page (petits chiffres en exposant, introduits par l'outil «  Source ») sont à placer entre la fin de phrase et le point final[comme ça].
- Les liens internes (vers d'autres articles de Wikipédia) sont à choisir avec parcimonie. Créez des liens vers des articles approfondissant le sujet. Les termes génériques sans rapport avec le sujet sont à éviter, ainsi que les répétitions de liens vers un même terme.
- Les liens externes sont à placer uniquement dans une section « Liens externes », à la fin de l'article. Ces liens sont à choisir avec parcimonie suivant les règles définies. Si un lien sert de source à l'article, son insertion dans le texte est à faire par les notes de bas de page.
- La présentation des références doit suivre les conventions bibliographiques. Il est recommandé d'utiliser les modèles {{Ouvrage}}, {{Chapitre}}, {{Article}}, {{Lien web}} et/ou {{Bibliographie}}. Le mode d'édition visuel peut mettre en forme automatiquement les références.
- Insérer une infobox (cadre d'informations à droite) n'est pas obligatoire pour parachever la mise en page.

Pour une aide détaillée, merci de consulter Aide:Wikification.
Si vous pensez que ces points ont été résolus, vous pouvez retirer ce bandeau et améliorer la mise en forme d'un autre article.
Lilian Gonçalves-Ho Kang You
Lilian Gonçalves- Ho Kang You ( Paramaribo, 11 novembre 1946) est une avocate et militante des droits de l'homme surinamaise qui vit et travaille aux Pays-Bas.

## Jeunesse et éducation
Goncalves est né sous le nom de Lilian Ho Kang You à Paramaribo. Son père, un dentiste, est issu d'une famille de travailleurs chinois surinamais. Sa mère était d'ascendance française, africaine et juive portugaise. Après ses études secondaires à Paramaribo, elle part pour les Pays-Bas étudier le droit à l'Université de Leiden. Après avoir obtenu son diplôme en 1970, elle retourne au Suriname et commence à travailler pour le gouvernement de Jules Sedney. C'est à ce poste qu'elle rencontre son futur mari, Kenneth Gonçalves, qu'elle épouse en 1977. Elle et son mari ont créé le cabinet d'avocats Gonçalves-Ho Kang You.

## Coup d'état au Suriname
Le 25 février 1980, un groupe de 16 sergents des forces armées surinamaises dirigé par Dési Bouterse a renversé le gouvernement du Premier ministre Henck Arron par un violent coup d'État, connu sous le nom de du Coup des sergents.
Lilian Gonçalves-Ho Kang You et son mari ont tous deux dénoncé publiquement les injustices et le manque de démocratie. Peu après le coup d'État, son frère Milton Ho Kang You a été retrouvé mort dans son garage. Il a été supposé qu'il avait été abattu par les militaires, mais son meurtre n'a jamais été élucidé. Son mari a été arrêté et tué dans la nuit du 7 décembre, lors des "meurtres de décembre". Lilian Gonçalves-Ho Kang You et leur fille, qui avait 3 ans à l'époque, ont identifié son corps deux jours plus tard à la morgue. Elle a dû identifier à nouveau son corps en 2000 dans le cadre d'un examen judiciaire.

## Suite de carrière
Après le meurtre de son mari, Lilian Gonçalves-Ho Kang You poursuit son activité d'avocate. Toutefois, pour des raisons de sécurité, elle décide en 1983 d'émigrer aux Pays-Bas avec sa fille. Elle travaille comme avocate dans un bureau. Elle est également active au sein du bureau national néerlandais contre le racisme (landelijk bureau racismebestrijding) et d'organisations d'aide au développement. De 1994 à 2000, elle est vice-présidente de la Commission pour l'égalité de traitement. De 1997 à 2006, Lilian Gonçalves-Ho Kang You est membre de l’Autorité Indépendante des postes et Télécommunications (Onafhankelijke Post en Telecommunicatie Autoriteit), une agence gouvernementale indépendante chargée de faire appliquer la loi néerlandaise sur les services de télécommunications, de poste et de télévision par câble. De 2001 à 2005, elle devient présidente de la branche néerlandaise d'Amnesty International, ce qui lui a valu d'être récompensée par le prix de l'Association néerlandaise des avocats en 2005. En septembre 2006, Lilian Gonçalves-Ho Kang You est nommée présidente du comité exécutif international d'Amnesty International à Londres, pour un an. Elle reste membre du conseil d'administration jusqu'à l'été 2009. Elle prononce le discours de la 13e conférence Mandeville a le 30 mai 2007 dans l'auditorium de l'Université Erasmus de Rotterdam. Le sujet de la conférence était 'Boundless Dignity'. En mars 2008, elle reçoit le prix Aletta Jacobs 2008 de l'Université de Groningue pour récompenser son engagement social fort et son engagement pour les droits humains et, en particulier, pour les droits des femmes.
Début 2009, Gonçalves devient conseiller d'État en service extraordinaire (maintenant appelé conseiller d'État). En juillet de la même année, elle est nommée à la Commission de la Constitution de l'État. Elle est présidente de la Fondation Prince Claus, membre du conseil de surveillance du Concertgebouw, administratrice de la Fondation De Nieuwe Kerk à Amsterdam et de l' Institut d'études sociales de La Haye, membre du conseil de surveillance du Mauritshuis et administratrice membre du conseil de surveillance de Berenschot. Elle est également présidente de la Fondation de coopération juridique Pays-Bas-Suriname, membre du Conseil consultatif sur les affaires internationales et du conseil consultatif de la Giving Back Foundation, qui aide les jeunes défavorisés à suivre des études supérieures. Elle est également membre du conseil d'administration de l'Université Radboud, membre du conseil consultatif de l'association du barreau néerlandais et du conseil consultatif du groupe de dialogue sur l'histoire de l'esclavage. Elle est également la première présidente du groupe de travail sur les lettres caribéennes de la Society of Dutch Literature et est maintenant membre du conseil consultatif de ce groupe de travail. En 2011, Gonçalves a été nommé par le ministre des Finances, De Jager, directeur du Bureau administratif de la Fondation pour la gestion des institutions financières (NLFI). En 2015, Gonçalves a reçu un doctorat honorifique de l'Université de Leiden.
Le 7 octobre 2020, une commission du Conseil de la culture, sous sa présidence, a rendu un avis au ministre de la Culture sur l'art colonial pillé, et a recommandé de restituer sans condition les biens culturels capturés dans les anciennes colonies si le pays d'origine le demande.